# Хмельковський Лев Костянтинович
Лев Костянти́нович Хмелько́вський (Левко Хмельковський; *19 жовтня 1937, Полонне) — український письменник (прозаїк, публіцист, перекладач), журналіст. Нині проживає у США.

## Біографічні відомості
Народився в Полонному. Мати, Валентина Ченцова  (1912—1995), під час війни врятувала двох дівчат з єврейського гетто.Після засудження у 1944 році матері  за вірш про Україну на 10 років, був вихованцем дитячого будинку у Старокостянтинові, а також Головчинецького спеціального дитбудинку ім.Й.Сталіна (с.Головчинці Летичівського р-ну Хмельницької області)  (тепер там знову православний монастир). Навчався у Кам'янець-Подільському сільськогосподарському технікумі, де отримав диплом бухгалтера.За спогадом Лева, учні технікуму проводили навчальні стрільби в руїнах зруйнованої війною будівлі нинішнього головного корпусу Кам'янець-Подільського національного університету імені Івана Огієнка. Технікум закінчив з відзнакою і був призваний на військову службу. Закінчив 159 Військову школу авіамеханіків стратегічної авіяції і служив старшим механіком літаків Ту-16 і Ту-4 в Прилуках‚ Моздоку‚ Мелітополі. У 1959-1965 роках працював механіком літака Ан-2 в Черкасах‚ куди після сталінських таборів приїхала його мати. Почав друкуватися у пресі‚ зокрема у газеті «Молодь Черкащини»‚ де підтримував контакт з поетом Василем Симоненком. Від 1965 року працював в газеті «Черкаська правда». У 1974 році під час «великої чистки» був звільнений з місця праці і виключений з КПРС за політичну незрілість. 12 років працював у науково-дослідному інституті‚ де створив галузевий прес-центр хімічної промисловості союзного значення. Підтримував контакти з літераторами та журналістами Польщі‚ які увійшли до «Солідарности». Разом підготували і видали у Польщі збірки українських поетів та графіків‚ які не мали виходу до публікацій в СРСР.
1986 року перейшов на посаду головного редактора обласного радіо і перетворив його на демократичну трибуну.
У вересні 1996 року з дружиною Лесею (Олександрою з Добровольських) виїхав на постійне проживання до США. . Нині є громадянином цієї держави. Від 1998 року працює в газеті «Свобода». Леся померла 31 березня 2016 року.
14 лютого 2008 року в приміщенні Генерального консульства України в Нью-Йорку відбувся авторський вечір Лева Хмельковського, присвячений його 70-річчю. Ювіляр поділився спогадами про свій життєвий і творчий шлях, а також представив літературні твори, що вийшли з-під його пера протягом останніх років. Серед них — видані в Україні книги «1937», «Без матері», «Сумна комедія», «Незабутній СССР», «Америка: українські зустрічі».
Син Андрій народився 6 листопада 1960 року — інженер з електроніки (закінчив ЛЕТІ)‚ журналіст‚ має синів Микиту та Івана‚ внука Максима, внучок Анфісу та Серафиму Син Фелікс (народився 13 липня 1964 року, помер 23 травня 2013 року) — інженер-механік Тихоокеанського флоту (закінчив ЛВВМІУ)‚ після розпаду СРСР працював у місії допомоги переслідуваній церкві «Голос мученика» Ричарда Вурмбранда‚ заснував видавництво «Стефанус»‚ фотомайстер, автор фотоальбому «Ті дні на Майдані» (Львів: Свічадо, 2005).  Має синів Кирила та Іллю від першого шлюбу.Елізабет від другого. 
Нині Лев Хмельковський проживає у США.

## Творчість
- Хмельковський Левко. Мобілізовані на смерть. — Видавництво «Стефанус», 2002. — 80 с.
- Хмельковський Левко. 1937. Книга-документ про репресії комуністичної доби. — Видавництво «Стефанус», 2002. — 196 с.
- Хмельковський Левко. Без матері / Левко Хмельковський. — Львів:: Свічадо, 2003. — 152 с. — ISBN 966-7213-11-0.
- Хмельковський Л. Сумна комедія / Левко Хмельковський. — Львів: Монастир Свято-Іванів. Лавра. Вид. від. «Свічадо», 2004. — 345, [2] с.
- Хмельковський Л. Америка: українські зустрічі. — Львів: Свічадо, 2006. — 375 с.: іл., портр.; 17 см. — ISBN 966-8744-71-3.
- Хмельковський Л. Незабутній СССР: [спогади] / Л. Хмельковський. — Львів: Свічадо, 2007. — 255 с.: фотоіл. — ISBN 978-966-395-135-5.
- Хмельковський Левко. 136 призвідців голодомору [Текст] / Л. Хмельковський. — Львів: Свічадо, 2009. — 135 с. — ISBN 978-966-395-340-3.
- Хмельковський Лев. Чорна хмара над Україною. До 75-річчя Великого терору в Україні. — Львів: Свічадо‚ 2012. — 40 с. — ISBN 978-966-395-607-7
- Мень О. Син людський / [Пер. з рос. Л.Хмельковського; Літ. ред. Г.Генгало]. — Львів: Монастир Монахів Студ. Уставу: Вид. відд. «Свічадо», 1994. — 326, [2] с.
- Також видані у "Свічадо" переклади о.О.Меня "Перші апостоли" та "Світло сяє в пітьмі"
- Хмельковський Лев. Як ми жили. Київ: Смолоскип. 2012. 72 ст.
- Хмельковський Лев. Моя нещасна мама. Черкаси: Брама. 2014.
- Хмельковський Лев. 12 років біля науки. Київ: Смолоскип. 2014
- Хмельковський Лев. У євреїв свято. Черкаси: МТЦНТІ. 1991. 37 ст.
- Переклади з польської: Стефан Пастушевський. Простори часу. Черкаси: Сіяч. 1993. 54 ст.
- Переклади з польської: Zblizenia. Молоді поети і художники Черкащини. Польща. Бидгощ
- Wyszywanka. Antologia mlodej poezii Bydgoszczy i Cherkas. Бидґощ. 1977.
- Літзапис: Истоки. Черкаси: Стефанус. 1995. 28 ст.
- Переклади з польської Антоні Хшанщевський. Памятки офіціаліста Потоцьких з Тульчина. "Свічадо". 2019
- Переклади з польської. Зофія Шимановська. "Оповість про наш дім" (в альманаху "Холоний Яр"). Черкаси. 2016
- Лев Хмельковський. Родовід християнського богослова о.Олександра Меня. "Свічадо".Львів.
- Лев Хмельковський. Українські літаки над Азербайджаном, Черкаси. О. Третяков. 2017
- Лев Хмельковський. Списки службовців НКВД в Україні. 1935-1939".Львів "Свічадо"
- Лев Хмельковський. Зірка на ім'я Фелікс. Черкаси. Третяков. 2019
- Цвинтар церкви св.Андрія Первозваного в Савт Бавнд Бруку, Нью Джерзі. Львів. Свічадо, 2019
- Переклади з польської. Зофія Коссак-Щуцька. "Пожарище". Львів Свічадо. 2021
- Як я був... Вертикаль Черкаси 2023
- Чигиринська змова. Вертикаль Черкаси 2024

## Нагороди
17 січня 2008 року за вагомий особистий внесок у популяризацію історичних та сучасних надбань України у світі, формування її позитивного міжнародного іміджу та з нагоди Дня соборності України відзначено орденом «За заслуги» третього ступеня. Нагороду вручено 14 березня в Генеральному консульстві України в Нью-Йорку.